# Microfono laser
Un microfono laser è un dispositivo di sorveglianza che utilizza un raggio laser per rilevare le vibrazioni sonore in un oggetto distante. Può essere usato per origliare con una minima possibilità di esposizione.
L'oggetto è in genere all'interno (o appena fuori) rispetto ad una stanza in cui si sta svolgendo una conversazione e può essere qualsiasi cosa in grado di vibrare (ad esempio un'immagine su una parete) in risposta alle onde di pressione create dai rumori presenti nella stanza. L'oggetto in questione dovrebbe avere preferibilmente una superficie liscia, in modo da consentire al raggio di essere riflesso accuratamente. Il raggio laser può essere diretto nella stanza attraverso una finestra, dove si rifletterà sull'oggetto e ritornerà ad un ricevitore che converte il raggio in un segnale audio, facendo attenzione a non far rimbalzare il raggio dalla finestra stessa. Le minime differenze nella distanza percorsa dalla luce - riflessa dall'oggetto vibrante - vengono rilevate in modo interferometrico. L'interferometro converte le variazioni in variazioni di intensità e l'elettronica viene utilizzata per convertire queste variazioni in segnali sonori.

## Storia
La tecnica di usare un raggio di luce per registrare il suono da remoto ebbe probabilmente origine con Léon Theremin nell'Unione Sovietica intorno al 1947, quando sviluppò e usò il sistema di intercettazione Buran. Questo sistema funzionò utilizzando un raggio infrarosso a bassa potenza (non un laser) da una distanza per rilevare le vibrazioni del suono nelle finestre di vetro. Lavrentiy Beria, capo del KGB, aveva usato questo dispositivo Buran per spiare le ambasciate statunitensi, britanniche e francesi a Mosca.
Il 25 agosto 2009, il brevetto (EN)  US7580533, United States Patent and Trademark Office, Stati Uniti d'America. è stato rilasciato per un dispositivo che utilizza un raggio laser e un'emissione di fumo o vapore per rilevare le vibrazioni del suono nell'aria libera ("Microfono di rilevamento del flusso di particolato basato su una coppia laser-fotocellula con un flusso mobile di fumo o vapore nel percorso del raggio laser"). Le onde di pressione sonora causano disturbi nel fumo che a loro volta causano variazioni nella quantità di luce laser che raggiunge il fotorilevatore. Un prototipo del dispositivo è stato dimostrato alla 127ª convention della Audio Engineering Society di New York, dal 9 al 12 ottobre 2009.